# Neotinea tridentata
Neotinea tridentata (soms drietandorchis genoemd) is een Europese orchidee. Het is een minder algemene soort van het Middellands Zeegebied, gekenmerkt door een bloem met een drietandige helm.

## Naamgeving enetymologie
- Synoniemen: Orchis tridentata Scop. (1772), O. variegata All., O. tridentata subsp. variegata (All.) Rchb.f.
- Frans: Orchis tridenté, Orchis dentelé, Orchis à trois dents
- Duits: Dreizähniges Knabenkraut
- Engels: Three-toothed orchid

De botanische naam Neotinea is afkomstig van het Oudgriekse 'neos' en van Vincenzo Tineo, een Italiaanse botanicus uit de negentiende eeuw. De soortaanduiding tridentata is afkomstig van het Latijnse tri (drie) en dens (tand), naar de drie tanden die op het helmpje van de bloem.

## Kenmerken

### Plant
Neotinea tridentata is een slanke, 15 tot 30 cm hoge overblijvende geofyt. De bloemstengel is aan de top geribbeld en draagt een bladrozet met drie tot vijf bladeren en een korte, halfronde tot eivormige, dichtbebloemde aar met talrijke kleine bloemen.
De planten groeien dikwijls in kleine groepjes bij elkaar.

### Bladeren
De rozet bestaat uit breed lancetvormige, blauwgroene bladeren, de onderste breed openstaand, de bovenste stengelomvattend. De schutbladeren zijn membraneus, bleek roze, even lang als de vruchtbeginsels.

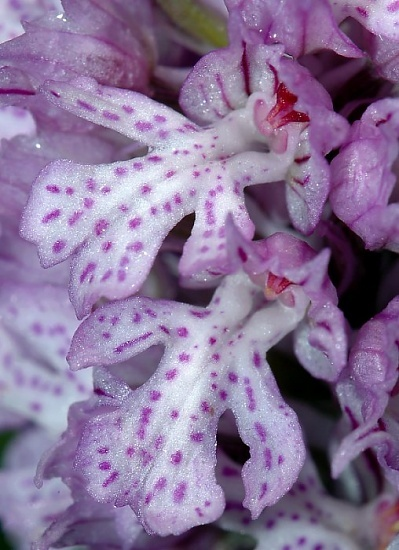
Neotinea tridentata, detail bloem

### Bloemen
De bloemen zijn klein, helder tot donkerroze, de nerven donkerder gekleurd. De kelkbladen zijn lancetvormig met een langgerekte spitse top, aan hun basis samengegroeid. De kroonbladen zijn lijn-lancetvormig. De kelk- en bovenste kroonbladen vormen samen een helmpje met drie uiteenwijkende punten.
De lip is tot 12 mm lang, vlak, schuin geplaatst, drielobbig, de zijlobben gespreid, de middenlob breder, gevorkt, met een klein tandje in de vork. De lip is lichter gekleurd dan de rest van de bloem, met purperen vlekken of stippen. Het spoor is bleek, cylindrsch, licht gebogen, even lang als het vruchtbeginsel.
De bloeitijd is van april tot eind mei. De bestuiving gebeurt door vliesvleugeligen zoals de honingbij en de tweekleurige metselbij, en door kevers van het geslacht Leptura (smalbokken).

## Habitat
Neotinea tridentata prefereert droge tot vochtige kalkrijke bodems, op zonnige of halfbeschaduwde plaatsen, zoals kalkgraslanden, alpenweiden, jeneverbesstruwelen, open plaatsen in garrigues en maquis en open bossen. Van zeeniveau tot op hoogtes van 1.600 m.

## Verspreiding en voorkomen
Neotinea tridentata komt voor in Centraal-Europa (Roemenië, Hongarije, Polen) en het Middellandse Zeegebied van de Pyreneeën tot aan de Kaspische Zee en Irak, met twee geïsoleerde populaties in Duitsland. De plant is verspreid en zeldzaam in het westen van zijn verspreidingsgebied, maar algemener wordend naar het oosten.
In Frankrijk komt de plant algemeen voor in de zuidelijke departementen van Gard tot Ain, en in Corsica.

## Verwante en gelijkende soorten
Neotinea tridentata heeft enkele nauwe verwanten in het geslacht Neotinea, zoals de meer algemene aangebrande orchis (N. ustulata) en de nonnetjesorchis (N. maculata). Van beide soorten kan N. tridentata onderscheiden worden door de vorm van de helm.
Verder is verwarring mogelijk met soorten van het zustergeslacht Orchis, die over het algemeen echter minder en grotere bloemen dragen.

## Bedreiging en bescherming
Neotinea tridentata is in Frankrijk beschermd op regionaal niveau in de regio Auvergne-Rhône-Alpes.

## Links
- J. Claessens, J. Kleynen: European orchids: Valgus hemipterus bestuiver van Neotinea tridentata (Orchis tridentata)

N. conica · 
N. corsica · 
N. intacta · 
N. lactea · 
N. maculata (Nonnetjesorchis) · 
N. tridentata (Drietandorchis) · 
N. ustulata (Aangebrande orchis)